# Sant’Agata dei Goti

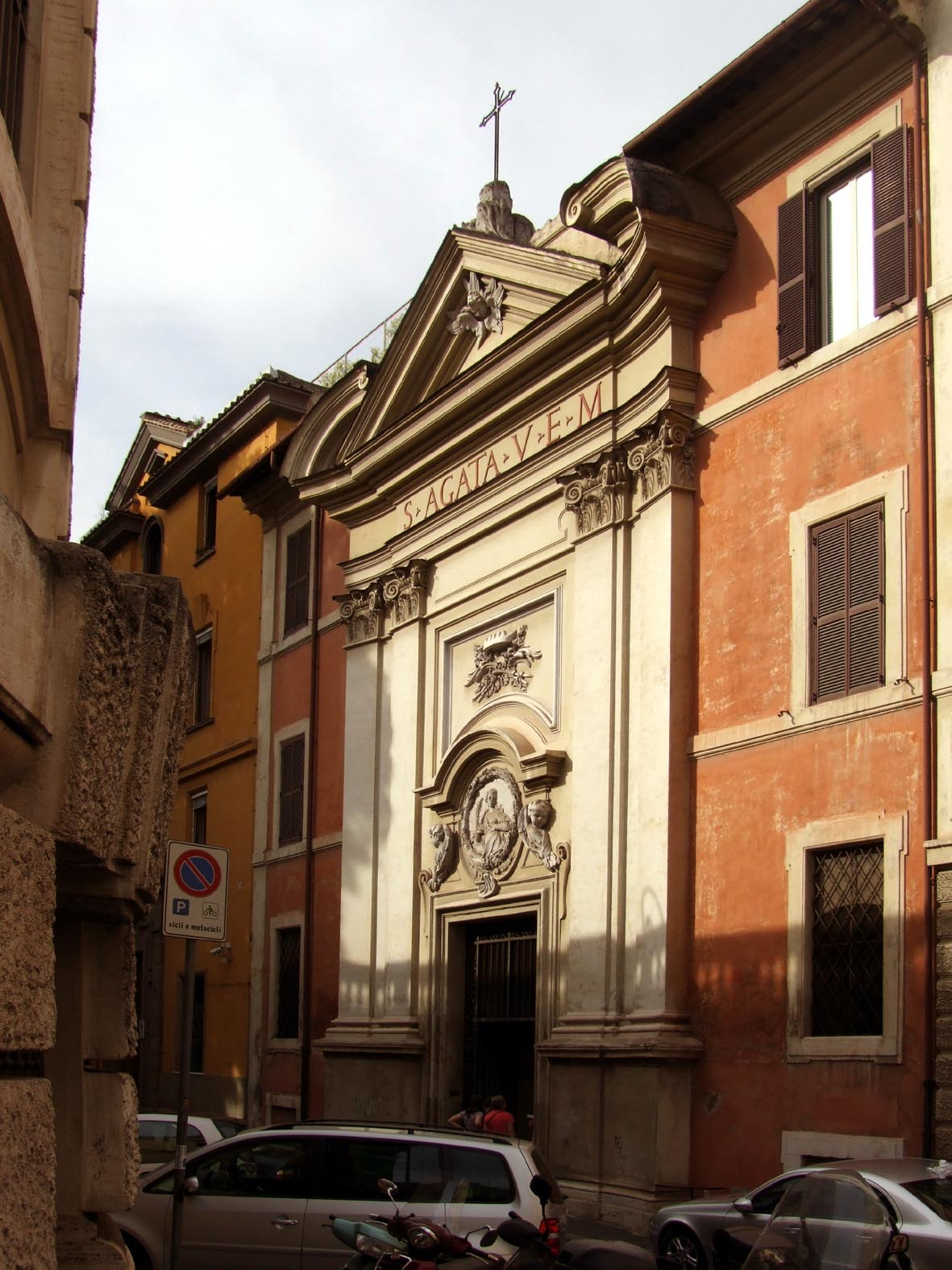
Fassade und Portal von 1729 in der Via Mazzarino

Sant’Agata dei Goti, auch Sant’Agata in Subura (lateinisch Sanctae Agathae (sita) in Suburra), ist eine Kirche in Rom. Sie ist Titelkirche eines Kardinaldiakons und steht am Osthang des Quirinal im antiken Stadtteil Subura, heute Rione Monti, wo die Via Mazarino und die Via Panisperna sich kreuzen. 

## Baugeschichte

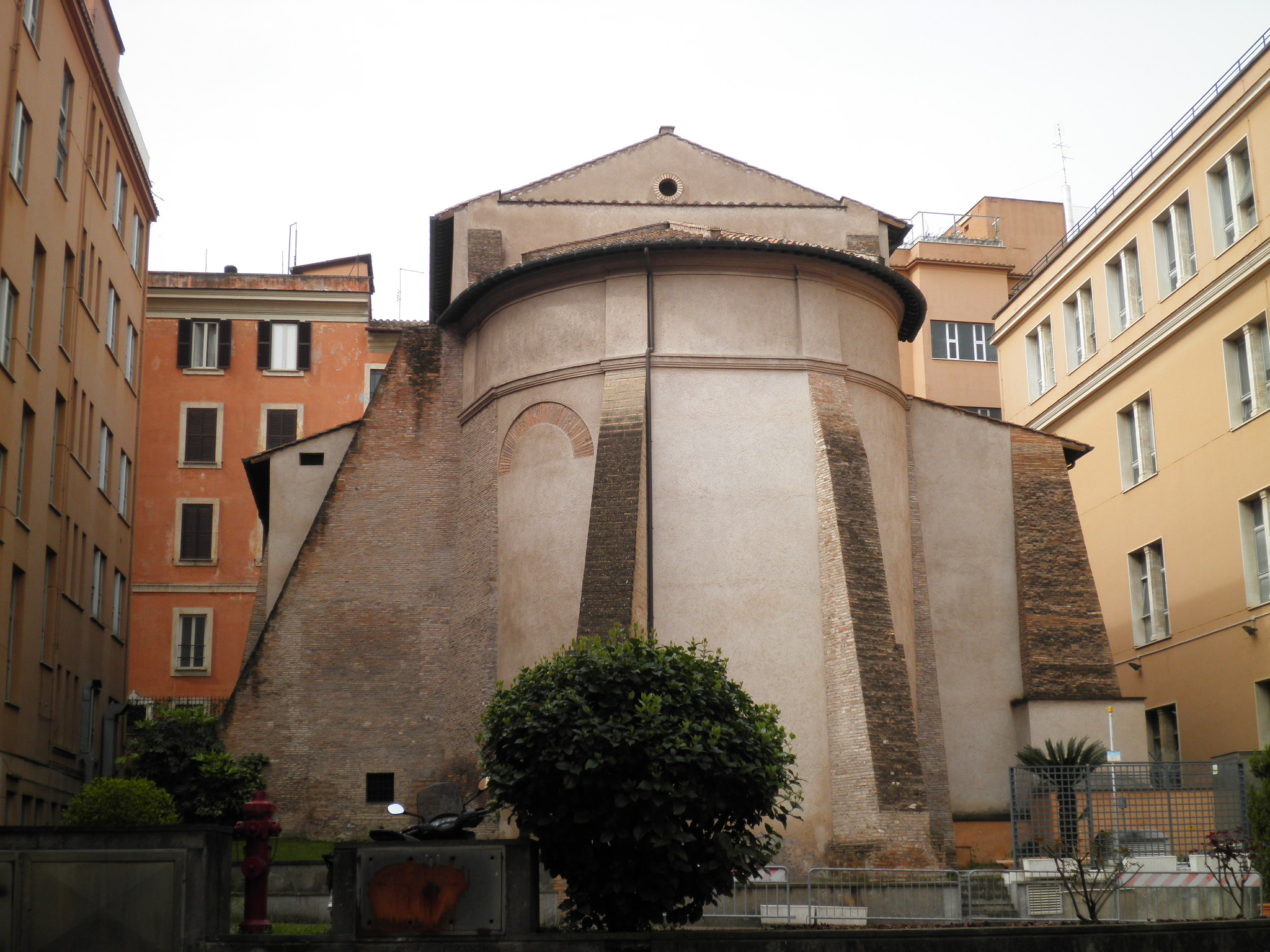
Apsis des 5. Jahrhunderts mit Stützmauern des 7. Jahrhunderts, von der Via dei Serpenti aus sichtbar

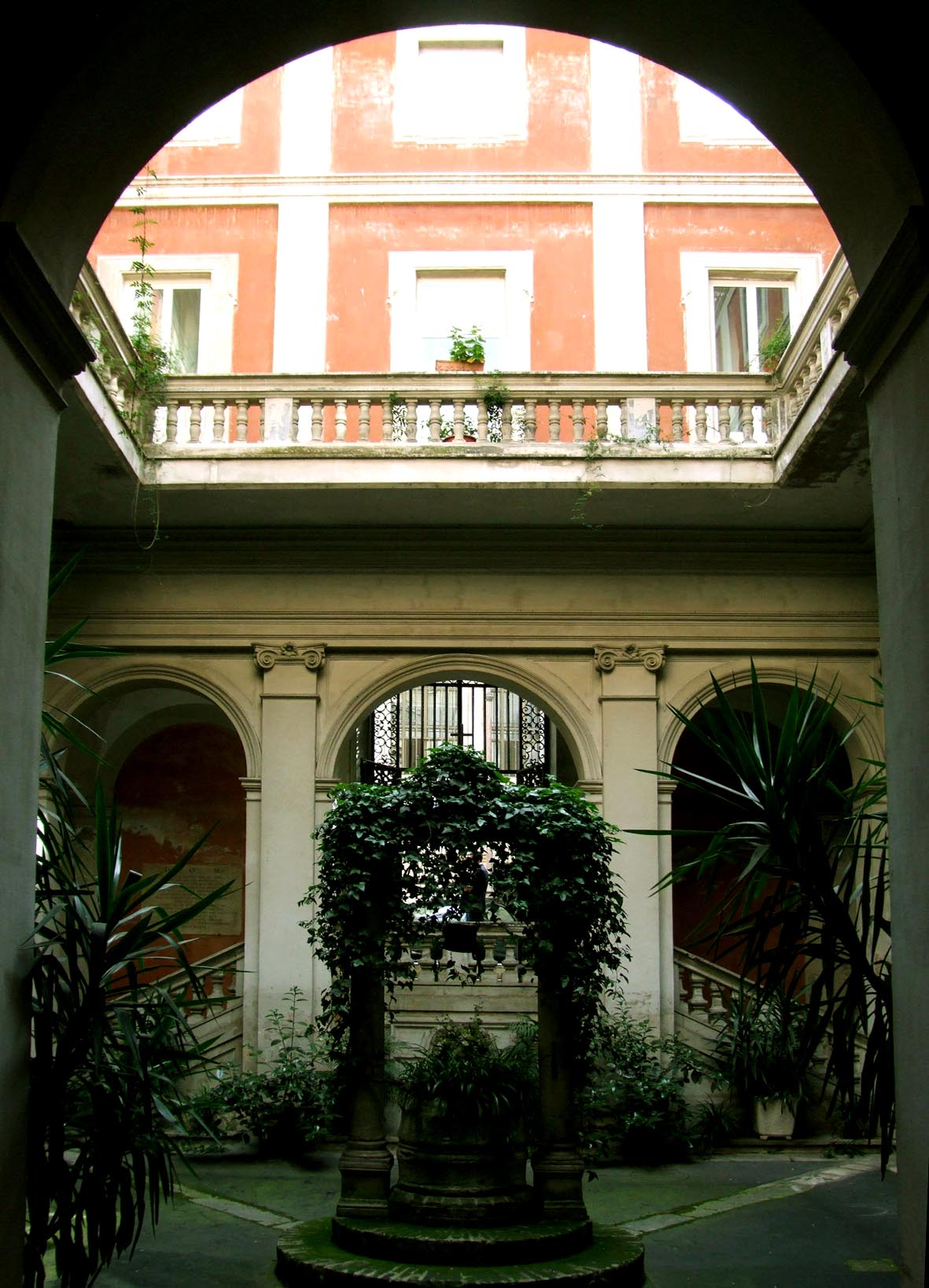
Atrium von Sant’Agata dei Goti

Aus der überlieferten Apsisinschrift ergibt sich, dass der weströmische Konsul Flavius Ricimer (ca. 405–472), ein arianischer Ostgote als magister utriusque militiae, Patricius und Konsul zwischen 459 und 470 eine bereits bestehende frühchristliche Kirche mit einem Mosaik ausschmücken ließ. In der Fachliteratur wird für möglich gehalten, dass er auch der Gründer dieser Kirche für die arianische Gemeinde in Rom war, der überwiegend Goten angehörten. Die Kirche hieß bis zum Ende des 6. Jahrhunderts ecclesia Gothorum und hatte Christus Salvator als Patrozinium. Nach einem Bericht im Liber Pontificalis (I 262) ließ Papst Symmachus (498–514) dort ein Baptisterium einrichten. Unter Papst Gregor dem Großen (590–604) wurde die Kirche dem katholischen Kultus 592 zugeführt und neu geweiht als ecclesia sanctae Agathae sita in Subura; gleichzeitig erhielt sie Reliquien der um 250 in Catania als Märtyrerin gestorbenen hl. Agatha. Ende des 6. Jahrhunderts mussten die gewaltigen Außenmauern der Apsis durch Strebepfeiler gestützt werden. Im 7. Jahrhundert wird die Kirche im Itinerar von Salzburg als basilica quae appelatur sc.ae Agatae erwähnt.
Der Campanile stammt aus dem 12. Jahrhundert. 1729 errichtete Francesco Ferrari die neue Kirchenfassade und das Atrium; im Atrium befindet sich ein Brunnen des 16. Jahrhunderts und ein Lapidarium.

## Beschreibung

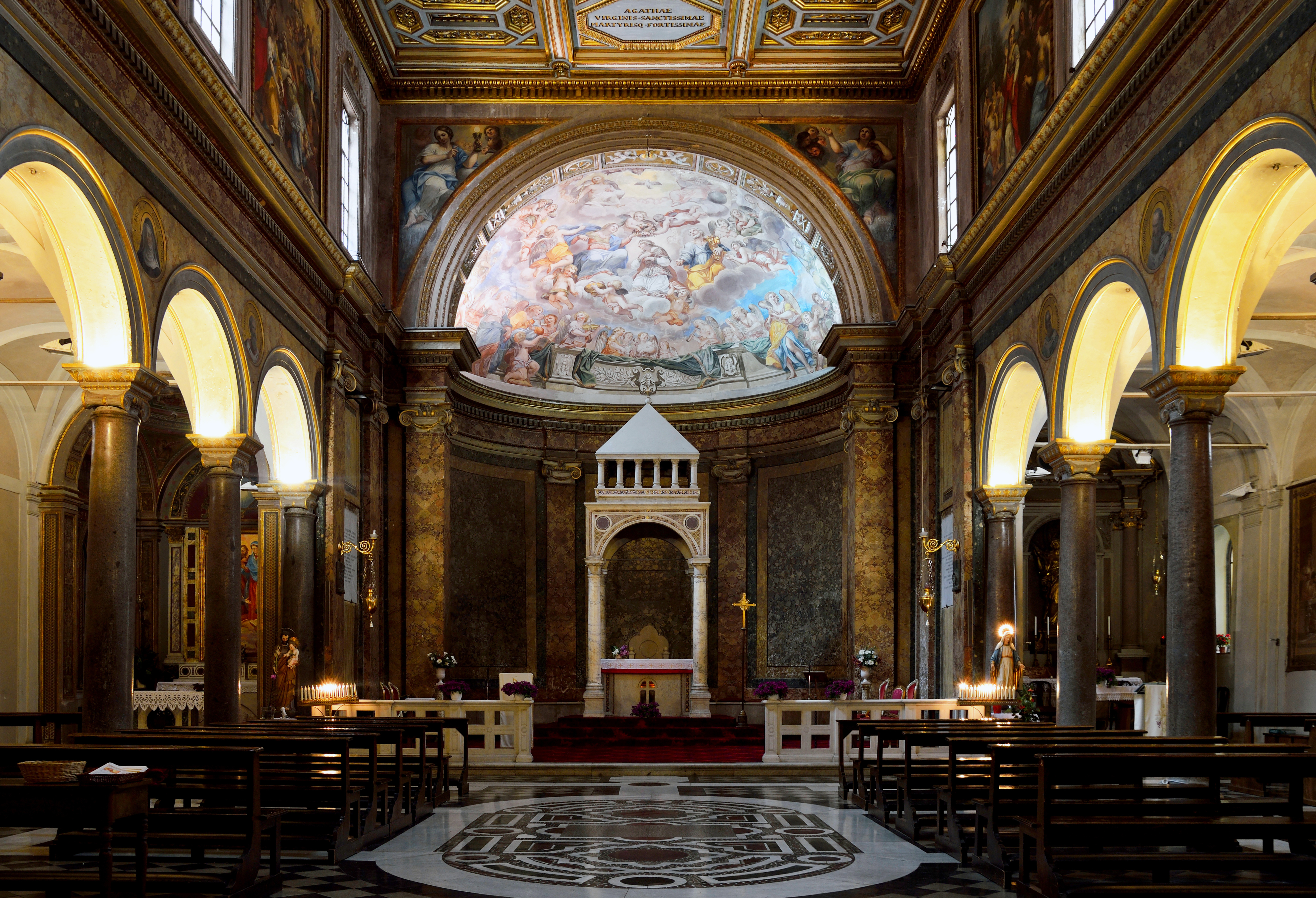
Innenraum mit Ziborium und Fußboden in Kosmatenarbeit

Die dreischiffige Basilika (30 × 16 m) hat eine halbrunde Apsis, die nach Nordosten gerichtet ist. Das Mittelschiff wird von den Seitenschiffen getrennt durch je sieben Arkaden über Spoliensäulen aus rotem Granit mit ionischen Kapitellen. Durch große Rundbogenfenster über den Arkaden und zwei Fenster in der Apsis (heute vermauert) war der Innenraum gut belichtet. Mittelschiff und Seitenschiffe hatten ursprünglich einen offenen Dachstuhl.
Das von Flavius Ricimer gestiftete Mosaik in der Apsis (um 470) wurde 1589 beim Einsturz der Apsiswölbung zerstört. Das Thema ist aus Beschreibungen und zeitgenössischen Zeichnungen bekannt: Christus (mit Redegestus und Buch) thront in der Mitte auf einer Weltkugel; von beiden Seiten nähern sich huldigend die zwölf Apostel, angeführt von Petrus (mit Schlüssel in verhüllten Händen) und Paulus (mit Schriftrolle). Darunter befand sich die überlieferte Stiftungsinschrift.
Das Ziborium über dem Hauptaltar und der Fußboden sind Kosmatenarbeiten des 12./13. Jahrhunderts. Die Kassettendecke von 1633 wurde von Kardinal Francesco Barberini gestiftet; sie zeigt u. a. die drei Bienen aus dem Familienwappen der Barberini. 1636/37 erfolgte eine grundlegende Restaurierung durch Kardinal Antonio Barberini. Die Fresken derselben Zeit zeigen Szenen aus der Legende der hl. Agatha.
Von der frühchristlichen Gestaltung des Innenraums ist seit der barocken Überformung nur noch wenig zu sehen. 1933 wurde das Presbyterium durch die Restaurierung wieder dem mittelalterlichen Vorbild angenähert. 

## Kardinaldiakone
Die Kirche ist die Titeldiakonie von Raymond Leo Burke, der sie am 5. Februar 2011 in Besitz nahm; seit 2021 ist er Kardinalpriester pro hac vice.
- Liste der Kardinaldiakone von Sant’Agata dei Goti